# Trisetum
Genre
Classification APG III (2009)
Trisetum est un genre de plantes monocotylédones de la famille des Poaceae, répandue dans toutes les régions tempérées.
Ce genre comprend environ 85 espèces. 
Ce sont des plantes herbacées, annuelles ou vivaces, cespiteuses, pouvant atteindre 1,5 m de haut.

## Étymologie
Le nom générique « Trisetum » provient du latin tri « trois » et setum « soie », en référence aux trois arêtes (barbes) présentes sur les lemmes (glumelles inférieures).

## Liste d'espèces
Selon World Checklist of Selected Plant Families (WCSP) (15 juillet 2016) :
- Trisetum aeneum (Hook.f.) R.R.Stewart (1945)
- Trisetum alpestre (Host) P.Beauv. (1812)
- Trisetum altaicum Roshev. (1922)
- Trisetum ambiguum Rúgolo & Nicora (1988)
- Trisetum angustum Swallen (1953)
- Trisetum antarcticum (G.Forst.) Trin., Mém. Acad. Imp. Sci. St.-Pétersbourg, Sér. 6 (1830)
- Trisetum arduanum Edgar & A.P.Druce (1998)
- Trisetum argenteum (Willd.) Roem. & Schult., Syst. Veg. (1817)
- Trisetum barbinode Trin. (1836)
- Trisetum baregense Laffitte & Miégev. (1874)
- Trisetum bertolonii Jonsell (1978)
- Trisetum bifidum (Thunb.) Ohwi (1931)
- Trisetum brasiliense Louis-Marie (1929)
- Trisetum bulbosum Hitchc. (1927)
- Trisetum bungei Boiss. (1884)
- Trisetum buschianum Seredin (1961)
- Trisetum canescens Buckley (1862 publ. 1863)
- Trisetum caudulatum Trin. (1836)
- Trisetum cernuum Trin., Mém. Acad. Imp. Sci. St.-Pétersbourg, Sér. 6 (1830)
- Trisetum ciliare (Kit.) Domin (1935)
- Trisetum clarkei (Hook.f.) R.R.Stewart (1945)
- Trisetum cumingii (Nees ex Steud.) Parodi ex Nicora (1978)
- Trisetum curvisetum Morden & Valdés-Reyna (1983)
- Trisetum debile Chrtek (1990)
- Trisetum distichophyllum (Vill.) P.Beauv. (1812)
- Trisetum drucei Edgar (1998)
- Trisetum durangense Finot & P.M.Peterson (2004)
- Trisetum filifolium Scribn. ex Beal (1896)
- Trisetum flavescens (L.) P.Beauv. (1812)
- Trisetum foliosum Swallen (1948)
- Trisetum glaciale (Bory) Boiss. (1838)
- Trisetum glomeratum (Kunth) Trin. ex Steud. (1854)
- Trisetum gracile (Moris) Boiss. (1844)
- Trisetum henryi Rendle, J. Linn. Soc. (1904)
- Trisetum hispidum (sv) Lange (1860)
- Trisetum inaequale Whitney (1937)
- Trisetum irazuense (Kuntze) Hitchc. (1927)
- Trisetum juergensii Hack. (1915)
- Trisetum kangdingense (Z.L.Wu) S.M.Phillips & Z.L.Wu (2006)
- Trisetum koidzumianum Ohwi (1933)
- Trisetum laconicum Boiss. & Orph. (1859)
- Trisetum lasiorhachis (Hack.) Edgar (1998)
- Trisetum lepidum Edgar & A.P.Druce (1998)
- Trisetum ligulatum Finot & Zuloaga (2004)
- Trisetum longiglume Hack. (1909)
- Trisetum macbridei Hitchc. (1927)
- Trisetum macrotrichum Hack. (1903)
- Trisetum martha-gonzaleziae P.M.Peterson & Finot (2004)
- Trisetum mattheii Finot (2005)
- Trisetum mexicanum (Swallen) S.D.Koch (1979)
- Trisetum micans (Hook.f.) Bor, Grass. Burma, Ceylon (1960)
- Trisetum nancaguense Finot (2005)
- Trisetum oreophilum Louis-Marie (1928)
- Trisetum orthochaetum Hitchc. (1934)
- Trisetum palmeri Hitchc. (1913)
- Trisetum pauciflorum Keng f. (1976)
- Trisetum persicum Chrtek, Acta Univ. Carol. (1968)
- Trisetum phleoides (d'Urv.) Kunth (1829)
- Trisetum preslii (Kunth) É.Desv. (1854)
- Trisetum pringlei (Scribn. ex Beal) Hitchc. (1927)
- Trisetum pyramidatum Louis-Marie ex Finot (2005)
- Trisetum rigidum (M.Bieb.) Roem. & Schult., Syst. Veg. (1817)
- Trisetum rosei Scribn. & Merr. (1905)
- Trisetum scitulum Bor (1956)
- Trisetum serpentinum Edgar & A.P.Druce (1998)
- Trisetum sibiricum Rupr. (1845)
- Trisetum spellenbergii Soreng, Finot & P.M.Peterson (2004)
- Trisetum spicatum (L.) K.Richt. (1890)
- Trisetum splendens C.Presl (1820)
- Trisetum subalpestre (Hartm.) Neuman (1901)
- Trisetum tamonanteae Marrero Rodr. & S.Scholz (2013)
- Trisetum tenellum (Petrie) Allan & Zotov ex Laing & Gourlay (1934)
- Trisetum tenuiforme Jonsell (1978)
- Trisetum thospiticum Chrtek (1966)
- Trisetum tibeticum P.C.Kuo & Z.L.Wu (1987)
- Trisetum tonduzii Hitchc. (1939)
- Trisetum transcaucasicum Seredin (1961)
- Trisetum turcicum Chrtek (1966)
- Trisetum umbratile (Kitag.) Kitag. (1956)
- Trisetum velutinum Boiss. (1838)
- Trisetum viride (Kunth) Kunth (1829)
- Trisetum virletii E.Fourn. (1886)
- Trisetum youngii Hook.f. (1864)
- Trisetum yunnanense Chrtek (1990)